# Technitai
Technitai (altgriechisch τεχνῖται) bezeichnete als Plural von τεχνίτης ursprünglich allgemein Künstler oder Handwerker. Im Hellenismus engte sich die Bedeutung jedoch ein auf in Gilden organisierte Festkünstler, insbesondere im Kult des Dionysos.
Mitglieder waren Schauspieler, Choreuten, Chorlehrer, Tänzer, Sänger und Musiker, Herolde, Dichter, Kostümverleiher und Bühnentechniker. Die Mitglieder, zu denen auch Förderer (philotechnitai) zählten, waren vielfältig privilegiert. Dazu gehörte Steuerbefreiung und Freistellung vom Kriegsdienst. Die Gilden wurden von einem Dionysospriester geleitet und bestritten außer theatralischen Aufführungen (etwa bei den athenischen Dionysien) die großen Festprozessionen (in denen sie als gesonderte Gruppe teilnahmen) und kultische Feiern aller Art.
Sie waren zunächst auf der städtischen Ebene organisiert (Athen, Syrakus), in der Kaiserzeit auch auf Reichsebene (iera synodos). Einzelne Gilden wetteiferten miteinander in Agonen.